# Претекста (тога)
Претекста (иногда тога-претекста) — в Древнем Риме белая тога с пурпурной каймой по борту, носившаяся курульными магистратами (всеми, кроме квесторов, цензоров, плебейских эдилов и народных трибунов — в отношении них факт её ношения не доказан), муниципальными и колониальными магистратами, а также некоторыми из числа жрецов (в основном, авгурами), и была, за исключением первого случая, знаком отличия, присвоенным известной должности. Магистраты, исполнявшие курульные должности — диктаторы, консулы, преторы да и сенаторы вообще, — имели право носить претексту на общественных празднествах и церемониях; в ней же они и погребались, причём были разрешены погребения в тоге под названием претекста пулла (с чёрной и пурпурной полосами; ношение её в других случаях не разрешалось). Во времена Империи претекста жаловалась как знак отличия (ornamentum), по усмотрению сената.
Такая тога носилась также мальчиками в возрасте до 16—17 лет. По достижении этого возраста они сменяли претексту на взрослую тогу (вирил; полностью белую); это происходило во время праздника либерталии. Изготавливалась претекста из шерсти в домашних условиях. Надевалась же эта тога впервые в 14-летнем возрасте, сменяя тогу булла, поскольку, согласно легенде, именно в 14-летнем возрасте пятый царь Рима Луций Тарквиний Приск убил в бою своего первого врага, вследствие чего его одежда окрасилась кровью. В некоторых источниках упоминается также о ношении подобной тоги девушками до вступления в брак.
Тога претекста носилась также этрусками и была сначала одеждой царей, а затем верховных судей. У римлян её ношение якобы ввёл Тулл Гостилий, третий царь Рима.